# Боровой (Свердловская область)
Боровой — посёлок в Свердловской области России, административно подчинённый городу Серову. Входит в Серовский муниципальный округ.
Ранее посёлок входил в состав Первомайского сельсовета Серовского района.

## Географическое положение
Посёлок Боровой расположен в 48 километрах (по дорогам в 86 километрах) к востоку от города Серова, на правом берегу реки Гусевки — правого приток реки Сотриной (бассейн Сосьвы). Через посёлок проходит железнодорожная ветка, которая связана со станцией Сотрино Свердловской железной дороги. Имеет второе название — 220-й Квартал.

## История
В 1966 году Указом Президиума ВС РСФСР посёлок квартала № 220 переименован в Боровой.

## Население
| 2002 | 2010 |
| ---- | ---- |
| 120  | ↘44  |